# Крутоярівка (Синельниківський район)
Крутоя́рівка — село в Україні, у Синельниківському районі Дніпропетровської області. Входить до складу Слов'янської сільської громади. Населення становить 146 осіб.

## Географія
Село Крутоярівка розміщене на правому березі річки Бик, вище за течією на відстані 1 км розташоване село Новомар'ївка (Донецька область), на протилежному березі в місці впадання річки Гришинка — село Лиман (Донецька область). Річка в цьому місці звивиста, утворює лимани, стариці та заболочені озера.

## Історія
На мапах XIX сторіччя південна частина села означена назвою Варварівка. За даними 1859 року Варварівка була панським селом. 10 подвір'їв, 105 мешканців
До 2020 року орган місцевого самоврядування — Зорянська сільська рада.
12 червня 2020 року, відповідно до розпорядження Кабінету Міністрів України № 709-р від «Про визначення адміністративних центрів та затвердження територій територіальних громад Дніпропетровської області», увійшло до складу  Слов'янської сільської громади.
19 липня 2020 року, в результаті адміністративно-територіальної реформи і ліквідації Межівського району, село увійшло до складу новоутвореного Синельниківського району.

## Відомі люди
Тут 1901 року народився український письменник Сава Божко.